# Pourvu qu'on ait l'ivresse...
Pour plus de détails, voir Fiche technique et Distribution.
Pourvu qu'on ait l'ivresse... est un film français réalisé par Jean-Daniel Pollet, sorti en 1958.

## Synopsis
Le film, qui ne comporte pas de dialogues, est composé de portrait de danseurs d'un bal populaire. Parmi ceux-ci, un jeune homme qui essaye de trouver une jeune fille avec qui danser...

## Fiche technique
- Titre : Pourvu qu'on ait l'ivresse...
- Réalisation : Jean-Daniel Pollet
- Scénario : Jean-Daniel Pollet
- Photographie : Jean-Daniel Pollet et Jacques Dürr
- Montage : Jean-Daniel Pollet et Michel Durantel
- Musique : Claude Bolling, interprétée par les orchestres de Emilio Clothilde et de René Racine
- Production :
- Pays de production :  France
- Format : Noir et blanc - 1,33:1 - Mono
- Genre : Comédie
- Durée : 20 minutes
- Date de sortie : 1958

## Distribution
- Claude Melki : Le jeune homme timide

## Récompense et distinctions
- Lion d'Or du court métrage au Festival de Venise 1958